# After All (Cher & Peter Cetera)
After All è un singolo pop, del 1989 di Cher e Peter Cetera estratto dalla colonna sonora del film Uno strano caso (Chances Are) e dall'album di Cher Heart of Stone. Autori del brano sono Dean Pitchford e Tom Snow.
Nel film la canzone è inserita nella scena finale, che si conclude con il matrimonio tra Corinne Jeffries (Cybill Shepherd) e Philip (Ryan O'Neil), ed è anche il tema del film.

## Descrizione

### Storia
Il brano non poté intitolarsi Chances Are (come il film) in quanto questo era già il titolo di una nota canzone di Johnny Mathis.

### Testo
(incipit del brano)
Il testo parla di una coppia che, dopo essere passata attraverso varie peripezie nella loro storia d'amore, si ritrova ancora insieme.

## Tracce
Singolo 7"
1. After All (feat. Peter Cetera) – 4:06
2. Dangerous Times – 3:00

Durata totale: 7:06

## Classifiche
| Classifica            | Posizione massima |  |
| --------------------- | ----------------- |  |
| Australia             | 50                |  |
| Canada                | 5                 |  |
| Irlanda               | 24                |  |
| Regno Unito           | 84                |  |
| US Billboard Hot 100  | 6                 |  |
| US Adult Contemporary | 1                 |  |

### Classifiche di fine anno
| Paese (1989) | Posizione |
| ------------ | --------- |
| Canada       | 67        |
| Stati Uniti  | 79        |